# فریرانینگ
فریرانینگ (به انگلیسی: Freerunning) به معنی رد شدن از موانع است. بنیانگذاران این پایه ورزشی دیوید بل و سباستین فوکان هستند. این ورزش محل تمرین خاصی ندارد و همه جا می‌توان ورزش فریرانینگ را تمرین کرد. ورزش پارکور و فریرانینگ یک معنی را می‌دهند
بنیانگذار اصلی این رشته دیوید بل است.
از انواع حرکات این رشته می‌توان نام برد
فرانت : پشتک از جلو
وارو: پشتک از عقب
ساید: پشتک از بقل
گینر: پشتک از عقب اما به

### اشتقاق لغات
کلمه Freerunning اولین بار در مستند Jump London استفاده شد. این نام از پیشنهاد Guillaume Pelletier که در آن زمان با گروه تمرین‌کنندگان کار می‌کرد، ابداع شد. در مستند، freerunning به عنوان ترجمه انگلیسی پارکور تعریف شد.
freerunning را در ویکی‌واژه، فرهنگ لغت رایگان، جستجو کنید.
در ویکی‌انبار رسانه‌هایی مربوط به Freerunning وجود دارد.

### فلسفه[۲]
اصل اصلی Freerunning این است که فرد باید خود را با حرکت روان در محیط خود ابراز کند. هیچ محدودیتی در شکل این حرکت وجود ندارد. فوکان در کتاب خود به نام Freerunning تعدادی از اصول اساسی این ورزش را بسط می‌دهد. سایر تمرین‌کنندگان اصول دیگری را پیشنهاد کرده‌اند. برای مثال، دانیل ایلاباکا مردم را تشویق می‌کند که مثبت فکر کنند، و پیشنهاد می‌کند که تمرین‌کنندگان فری‌رانینگ گاهی اوقات سقوط می‌کنند – عمدتاً به این دلیل که فکر می‌کنند ممکن است.

### تاریخ
ریشه در پارکور
نوشتار اصلی: پارکور § تاریخچه
در اروپای غربی، ایده جابجایی موانع گذشته برای پیشرفت شخصی یا ورزش از ژرژ هیبرت سرچشمه گرفت. او قبایل بومی آموزش ندیده در آفریقا را با توانایی‌های ورزشی فوق‌العاده مشاهده کرد و سیستم «روش طبیعی» را برای آموزش افراد با استفاده از ایده‌های مشابه ایجاد کرد. ایده‌های او در نهایت به parcours du combattant («مسیر مانع»، به معنای واقعی کلمه «دوره حمله»)، که اکنون استانداردی برای آموزش نظامی است، انجامید.
ویکی‌دانشگاه منابع آموزشی دربارهٔ پارکور و فری‌رانینگ دارد
این ایده‌ها توسط یک جوان ریموند بل انتخاب شد، که در طول جنگ اول هندوچین از خانواده‌اش جدا شد. وقتی به فرانسه نقل مکان کرد و تشکیل خانواده داد، این عقاید را به پسرش دیوید منتقل کرد. ۳۰ سال بعد، جوانان دیگر جذب این ایده‌ها شدند و گروه کوچکی به نام یاماکاسی تشکیل شد که شامل فوکان بود. این گروه چندین سال با هم تمرین کردند و در سال ۱۹۹۷ از طریق برادر دیوید بل، ژان فرانسوا، شروع به جلب توجه و دعوت به اجرا در رویدادها کردند. یاماکاسی در نهایت از هم جدا شد، اما، زیرا برخی از اعضا به دنبال یافتن عبارات فردی بیشتری از این رشته بودند.
در همین حال، جکی چان، ستاره اکشن، از اوایل دهه ۱۹۸۰ از آن سوی جهان، به شدت همان مفاهیم را در بیشتر فیلم‌هایش به نمایش می‌گذارد. یاماکاسی از او به عنوان تأثیرگذار در پارکور یاد کرد. آنها از فرهنگ آسیایی و هنرهای رزمی آسیایی، به ویژه بازی‌های آکروباتیک جکی چان در فیلم‌های اکشن هنگ کنگ، و همچنین از فلسفه بروس لی، تأثیر گرفتند.

### پیشرفتهای بعدی
فوکان می‌خواست رشته‌ای ایجاد کند که بیشتر از پارکور برای فرد شخصی باشد و به راحتی با اهداف فردی هر فرد سازگار شود. ایده او شبیه به خلق جت کان دو توسط بروس لی بود. فوکان می‌خواست همه چیزهایی را که مفید می‌دانست و دوست داشت از تجربیات پارکور خود بگیرد و آن را در یک ورزش ترکیب کند.
ایده‌های اولیه فوکان ابتدا از طریق مستند پرش لندن (۲۰۰۳) و دنباله آن، پرش بریتانیا (۲۰۰۵) منتشر شد. فوکان در تولیدات دیگری مانند کازینو رویال و تور مدونا اعترافات ظاهر شده است. با هر ظاهری، هم این رشته و هم خود فوکان بر شهرت افزوده می‌شد.

### بین‌المللی

#### ۲۰۱۴
بی‌بی‌سی به J&K کشمیر سفر کرد تا مشارکت جوانان در اجرای آزاد را به عنوان شکلی از آزادی بیان نشان دهد.
جراحات و مرگ و میر

#### ۲۰۱۳
روسیه - شخصی تلاش کرد روی طاقچه سقف یک ساختمان ۱۶ طبقه بچرخد، اما هنگام تلاش برای فرود بر روی طاقچه، از ساختمان سقوط کرد و جان باخت.

#### ۲۰۱۹
روسیه - گزارش شد که فردی در پشت بام یک ساختمان ۹ طبقه «مشغول پارکور» شده و در حین پرش از پشت بام سقوط کرده و بر اثر سقوط جان خود را از دست داده است.